# Jakubský mlýn
Jakubský mlýn je vodní mlýn, který stojí na hrázi Jakubského rybníka v Dymokurech. Roubená část vodního mlýna byla v roce 2007 prohlášena za kulturní památku České republiky.

## Historie
První písemná zmínka o vodním mlýně pochází z roku 1572, kdy byl zakoupen s vesnicí Dymokury rodem Křineckých. V roce 1621 byla vesnice se mlýnem konfiskována Mikuláši Gernštorfovi a prodána do držení za 139 465 zl. rýn. císařskému plukovníkovi Janu Eusebio Klanovi, svobodnému pánu z Belazy na Lipnici. Krátce na to v roce 1622 koupil mlýn Albrecht z Valdštejna, který jej prodal Františce Klanové. Pravděpodobně kolem roku 1711 došlo k dílčím úpravám a do současné podoby by upraven kolem roku 1800. V 19. století do roku 1896 vlastnil mlýn rod Kopřivů. Mlýn byl v tom roce zakoupen rodem Černínů. V roce 1933 mlýn vyhořel. K zachované roubené části byla přistavěna zděná patrová mlýnice. Od roku 1957 vlastnilo mlýn JZD Dymokury, které jej upravilo na rekreační objekt. V restitučním řízení byl mlýn navrácen Černínům.

## Popis
Roubená severní část je přízemní stavba na obdélném půdorysu krytá valbovou střechou s vikýřem na severní straně. Vnější stěny jsou neomítané. V průčelí je roubenka dvouosá, západní okapová strana je čtyřosá a východní okapová strana je tříosá. Interiér je rozdělen chodbou na dvě části po třech místnostech. Ve světnici bylo topeniště a stěny při topeništi vyzděné opukou. Strop je trámový záklopový, ostatní stropy jsou omítané rovné.
K jižní části roubenky přiléhá čtyřpodlažní zděná novostavba mlýnice, která je zakončena mansardovou střechou s vikýři. Okna mají neprofilované šambrány. Nároží jsou členěna plochou bosáží. V blízkosti mlýnice jsou pozůstatky železobetonového nátoku k turbíně. V roce 1930 byla uváděna Francisova turbína s výkonem 15 HP.

## Dendrochronologie
Roubená část byla postavena z dubových trámů, v interiérech z trhanic. Podle průzkumu bylo zjištěno, že na dílčí úpravy bylo využito druhotně použité dřevo. V roce 2005 byly odebrány vzorky k určení stáří kmenů. Podle dendrochronologie byly na stavbu použité trámy smýceny v různých časových obdobích. Nejstarší datování bylo určeno u trámu, který byl smýcen na přelomu let 1681/1682. Při stavebních úpravách v 18. století byly použité kmeny smýcené v období 1706–1711 (druhotně požité dřevo), v roce 1791 a 1798/1799.